# 리그 오브 레전드 올스타전
리그 오브 레전드 올스타전(League of Legends ALL-STAR)은 라이엇 게임즈가 주최하는 리그 오브 레전드 대회이다. 각 지역별 리그에서 가장 강한 팀 혹은 인기가 많은 선수를 모아 치르는 이벤트 대회이다.

## 역대 리그 오브 레전드 올스타전

### 2013년
- 개최지 : 중국 상하이
- 우승 : 리그 오브 레전드 챔피언스 (대한민국)
- 준우승 : 리그 오브 레전드 프로 리그 (중국)

### 2014년
- 개최지 : 프랑스 파리
- 올스타 인비테이셔널
  - 우승 : SK텔레콤 T1 K (대한민국)
  - 준우승 : OMG (중국)
- 올스타 챌린지
  - 팀 아이스 승리